# (16423) 1988 BZ3
A (16423) 1988 BZ3 a Naprendszer kisbolygóövében található aszteroida. Henri Debehogne fedezte fel 1988. január 19-én.